# Philiris elegans
Philiris elegans är en fjärilsart som beskrevs av Tite 1963. Philiris elegans ingår i släktet Philiris och familjen juvelvingar. Inga underarter finns listade i Catalogue of Life.